# Клипино Брдо
Клипино Брдо је насељено мјесто у саставу града Карловца, на Кордуну, у Карловачкој жупанији, Република Хрватска.

## Географија
Клипино Брдо се налази око 18 км југоисточно од Карловца.

## Историја
Клипино Брдо се од распада Југославије до августа 1995. године налазило у Републици Српској Крајини.

## Становништво
Према попису становништва из 2011. године, насеље Клипино Брдо је имало 14 становника.
| Националност       | 1991. | 1981. | 1971. | 1961. |
| Срби               | 42    | 51    | 79    | 92    |
| Хрвати             |       | 2     | 1     | 2     |
| Југословени        |       |       |       |       |
| остали и непознато |       |       |       |       |
| Укупно             | 42    | 53    | 80    | 94    |

| Демографија | Демографија | Демографија |
| Година      | Становника  | Становника  |
| ----------- | ----------- | ----------- |
| 1961.       | 94          |             |
| 1971.       | 80          |             |
| 1981.       | 53          |             |
| 1991.       | 42          |             |
| 2001.       | 18          |             |
| 2011.       |             | 14          |

## Познате личности
- Божидар Дакић, народни херој Југославије
- Милисав Дакић, народни херој Југославије